# Jean Théophile Désaguliers
Jean Théophile Désaguliers o John Theophilus Desaguliers (La Rochelle, França, 12 o 13 de març de 1683 - Covent Garden, Anglaterra, 29 de febrer de 1744), va ser un matemàtic i físic maçó nascut a França, però que va viure quasi tota la seva vida a Anglaterra en el segle xviii, i que va difondre les teories de Newton.

## Vida
Nascut a França d'una família hugonot que va abandonar el seu país el 1694, després de la revocació de l'edicte de Nantes, per anar a Anglaterra on el seu pare va prendre els hàbits de l'església d'Anglaterra, Desaguliers es va graduar al Christ Church College d'Oxford el 1709 i tres anys més tard va obtenir el seu doctorat al Hart Hall de la mateixa universitat.
El 1712 es va cassar amb Joanna Pudsey i el 1714 va esdevenir el tercer gran mestre de la Gran Lògia Britànica (francmaçoneria), per a la que el 1723 escriuria el prefaci de Les Constitucions de la Francmaçoneria de James Anderson.
A partir de 1714 va viure a Londres, on va fer una forta amistat amb Samuel Clarke i Stephen Gray, fins al 1721 en què va substituir John Keill com a professor de matemàtiques al Hart Hall (actual Hertford College) d'Oxford.
Entre 1730 i 1732 va residir a La Haia i a París.
Va ser fellow de la Royal Society (1714) i secretari de la mateixa societat.

## Obra

### Física
Com filòsof natural va publicar els llibres següents (a més d'articles als Philosophical Transactions):
- 1717, Physical and Mechanical Lessons
- 1719, Lectures of Experimental Philosophy
- 1724, Mechanical and Experimental Philosophy
- 1725, An Experimental Course of Astronomy
- 1734, A Discourse on Natural Philosophy
- 1742, Dissertation concerning Electricity

A més va traduir obres d'altres científics com Jacques Ozanam o Willem Jacob 's Gravesande.
Com a filòsof natural va ser un ferm defensor de l'experimentació i de la construcció de màquines que permetessin mesurar amb precisió el fenòmens i establir la veritat de les teories de Newton.

### Francmaçó
Com francmaçó va ser un dels protagonistes del naixement de la francmaçoneria lliure. El 1719 va arribar a ser Gran Mestre de la Gran Lògia de Londres i durant la seva estada a Holanda va iniciar gent en les seves creences.